# Remerschen
Remerschen é uma seção da comuna de Schengen, pertencente ao distrito de Grevenmacher e ao cantão de Remich, no Luxemburgo.

## Demografia
Dados do censo de 15 de fevereiro de 2001:
- população total: 1.409
  - homens: 702
  - mulheres: 707
- densidade: 132,55 hab./km²
- distribuição por nacionalidade:

| Nacionalidade  | População | %      |
| -------------- | --------- | ------ |
| luxemburgueses | 980       | 69,55% |
| estrangeiros   | 429       | 30,45% |
| - portugueses  | 178       | 12,63% |
| - franceses    | 61        | 4,33%  |
| - italianos    | 15        | 1,06%  |
| - belgas       | 19        | 1,35%  |
| - alemães      | 57        | 4,05%  |
| - iuguslavos   | 65        | 4,61%  |
| - outros       | 34        | 2,41%  |

- Crescimento populacional:

| Ano        | População |
| ---------- | --------- |
| 15/02/2001 | 1.409     |
| 01/01/2002 | 1.399     |
| 01/01/2003 | 1.405     |
| 01/01/2004 | 1.532     |
| 01/01/2005 | 1.527     |